# Polygala erioptera
Polygala erioptera är en jungfrulinsväxtart. Polygala erioptera ingår i släktet jungfrulinssläktet, och familjen jungfrulinsväxter.

## Underarter
Arten delas in i följande underarter:
- P. e. erioptera
- P. e. petraea
- P. e. vahliana